# Hermya beelzebul
Hermya beelzebul är en tvåvingeart som först beskrevs av Christian Rudolph Wilhelm Wiedemann 1830.  Hermya beelzebul ingår i släktet Hermya och familjen parasitflugor. Inga underarter finns listade i Catalogue of Life.